# Schneller István (építész)
Schneller István (Budapest, 1949. február 21. –) magyar építész, Budapest volt főpolgármester-helyettese, majd főépítésze, a BCE Tájépítészeti Karának Településépítészeti Tanszékének egyetemi tanára. A műszaki tudományok kandidátusa (1991)

## Életpályája
1973-ban szerzett diplomát a Budapesti Műszaki Egyetem Építészmérnöki Karán. 1975–1990 között a VÁTI munkatársaként regionális területrendezési- és városrendezési terveket, valamint több városépítészeti tervpályázatot készített. 1980–1982 között a Magyar Urbanisztikai Társaság mesteriskoláján posztgraduális urbanisztikai továbbképzésen vett részt. Záró szakdolgozata – a Magyar Építőművészek Szövetsége elméleti pályázatán díjat nyert. 1983–1986 között a Budapesti Műszaki Egyetem Építészmérnöki Kar Városépítési Tanszékén tanított. 1991–1994 között a Fővárosi Önkormányzat városfejlesztés és városüzemeltetés ügyeiért felelős főpolgármester-helyettese volt. 1995-től volt Budapest főépítésze. 1998-ban habilitált doktori címet szerzett. 2014-től tagja volt a Nemzeti Hauszmann Terv társadalmi bizottságának. 2016 márciusában – többekkel együtt lemondott és Lázár János Miniszterelnökséget vezető miniszterhez címzett nyílt levelet tett közzé.
Az ő szakmai irányításával készült el Budapest új Általános Rendezési Tervének programja, Budapest Településszerkezeti Terve, valamint Városrendezési és Építészeti Keretszabályzata. Ő volt a fővárosi tervtanács elnöke. Számos építészeti, építészetelméleti és irodalmi jellegű publikációja jelent meg, főként építészeti szaklapokban és irodalmi folyóiratokban (pl. Magyar Építőművészet, Vigilia, Polisz, Élet és Irodalom). A Fővárosi Önkormányzattól való távozása óta a SZIE Tájépítészeti Karának Településépítészeti Tanszékének egyetemi tanára.

## Művei
- Az építési tér településszintű értelmezésének egy lehetősége (1990)
- Az építészeti tér minőségi dimenziói (Schneller István) Labirintus, 2002
- Az építészeti tér minőségi dimenziói; 2. átdolg., bőv. kiad.; Terc, Bp., 2005 (Építészet/elmélet)
- Budapesti lakóparkok; szerk. Schneller István; Terc, Bp., 2012
- Városliget, város, vár. Mindent a maga helyén. Tanulmánykötet a Városligetről. A Magyar Urbanisztikai Társaság 2014-ben és 2015-ben a Városligetről rendezett konferenciáinak előadása és a témához kapcsolódó más előadások és cikkek; szerk. Körmendy Imre, Schneller István; MUT, Bp., 2015
- Modern szakrális épületek; Typotex, Bp., 2019 (Képfilozófiák)

### Fordításai
- Meister Eckhart: Tizenöt német beszéd; ford., összeáll., előszó Schneller István; Kráter Műhely Egyesület, Pomáz, 2000 (Kráter klasszikusok)
- Eckhart mester: Válogatott prédikációk. Harminc fontos német beszéd. Huszonkilenc a legszebb német prédikációk közül és egy részlet az Útmutató beszédekből; vál., ford., bev. Schneller István; Typotex, Bp., 2017 ISBN 9789632799216

## Díjai
- Pro Regio-díj (2009)
- Szent-Györgyi Albert-díj (MKM) (2011)
- Hild János-emlékérem (2015)